# Ligdus
Genre
Ligdus est un genre d'araignées aranéomorphes de la famille des Salticidae.

## Distribution
Les espèces de ce genre se rencontrent en Birmanie, en Chine et en Inde.

## Liste des espèces
Selon World Spider Catalog (version 26, 30/07/2025) :
- Ligdus chelifer Thorell, 1895
- Ligdus garvale Caleb, 2024

## Systématique et taxinomie
Ce genre a été décrit par Thorell en 1895 dans les Salticidae.

## Publication originale
- Thorell, 1895 : Descriptive catalogue of the spiders of Burma. London, p. 1-406 (texte intégral).